# Rodolfo d'Asburgo-Lorena (1919-2010)
Rodolfo d'Asburgo-Lorena (nome completo in tedesco Rudolf Syringus Peter Karl Franz Joseph Robert Otto Antonius Maria Pius Benedikt Ignatius Laurentius Justiniani Marcus d'Aviano; Prangins, 5 settembre 1919 – Bruxelles, 15 maggio 2010) è stato un arciduca austriaco.

## Biografia

### Gioventù

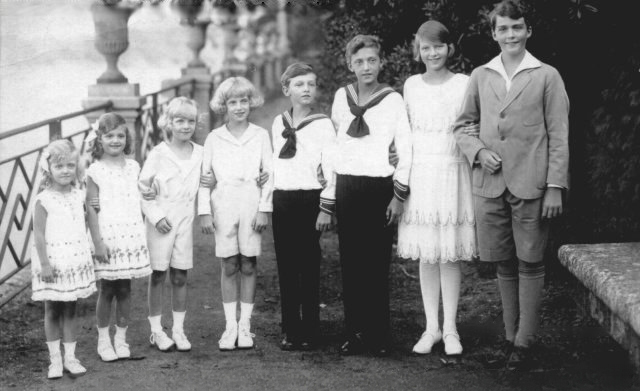
Rodolfo, terzo da sinistra, fotografato con le sorelle e i fratelli nel 1926 circa

L'arciduca Rodolfo nacque nel 1919, durante l'esilio della famiglia imperiale austriaca in Svizzera.  Sestogenito di Carlo I e di Zita di Borbone-Parma, il suo nome è in onore di Rodolfo IV d'Asburgo.
A causa dell'invasione tedesca del Belgio interruppe gli studi al Collège Saint-Michel di Etterbeek, per poi studiare economia e scienze sociali all'Università Laval in Canada.
Secondo i suoi famigliari, durante la seconda guerra mondiale fece parte dell'esercito statunitense e fu attivo in Europa sotto falsa identità per conto della resistenza austriaca.

### Carriera e attività
Dopo la guerra viaggiò negli Stati Uniti d'America, di nuovo in Canada e anche nel Congo belga, dove gestì una piantagione di caffè. Lavorò in qualità di funzionario a Wall Street e come direttore di banca in Belgio. Sostenne anche progetti sociali in alcuni territori dell'ex Impero austro-ungarico.
Nel marzo 1970 firmò con l'amministrazione ecclesiastica di Muri un contratto per rendere la Cappella di Loreto, parte dell'antica abbazia, il luogo di sepoltura della dinastia asburgica.

### Matrimoni
A Tuxedo Park, il 22 giugno 1953, l'arcivescovo Fulton John Sheen celebrò le sue nozze con la contessa russa Xenia Czernichev-Besobrasov (1929-1968), figlia dei conti Sergei ed Elisabeth Dmitrievna Sheremeteva. Rimase vedovo quando la moglie morì in un incidente automobilistico, in cui anche lui venne coinvolto rimanendo gravemente ferito.
Il 15 ottobre 1971 sposò a Ellingen la principessa Anna Gabriele von Wrede (1940), figlia di Carl (1899-1945) e di Sophie von Schaffgotsch (1916-2008).

### Morte
È morto a Bruxelles nel 2010, all'età di 90 anni.

## Ascendenza
|                                   |                    |                                           | Genitori                                    |  |  | Nonni |  |  | Bisnonni                        |  |  | Trisnonni                        |  |
|                                   |                    |                                           |                                             |  |  |       |  |  | Carlo Ludovico d'Asburgo-Lorena |  |  | Francesco Carlo d'Asburgo-Lorena |  |
|                                   |                    |                                           |                                             |  |  |       |  |  | Carlo Ludovico d'Asburgo-Lorena |  |  | Francesco Carlo d'Asburgo-Lorena |  |
|                                   |                    | Sofia di Baviera                          |                                             |  |  |       |  |  | Carlo Ludovico d'Asburgo-Lorena |  |  |                                  |  |
| Ottone Francesco d'Asburgo-Lorena |                    |                                           |                                             |  |  |       |  |  | Carlo Ludovico d'Asburgo-Lorena |  |  |                                  |  |
|                                   |                    | Maria Annunziata di Borbone-Due Sicilie   | Ferdinando II delle Due Sicilie             |  |  |       |  |  |                                 |  |  |                                  |  |
|                                   |                    | Maria Annunziata di Borbone-Due Sicilie   | Ferdinando II delle Due Sicilie             |  |  |       |  |  |                                 |  |  |                                  |  |
|                                   |                    | Maria Annunziata di Borbone-Due Sicilie   | Maria Teresa d'Asburgo-Teschen              |  |  |       |  |  |                                 |  |  |                                  |  |
| Carlo I d'Austria                 |                    | Maria Annunziata di Borbone-Due Sicilie   |                                             |  |  |       |  |  |                                 |  |  |                                  |  |
|                                   |                    | Giorgio di Sassonia                       | Giovanni di Sassonia                        |  |  |       |  |  |                                 |  |  |                                  |  |
|                                   |                    | Giorgio di Sassonia                       | Giovanni di Sassonia                        |  |  |       |  |  |                                 |  |  |                                  |  |
|                                   |                    | Giorgio di Sassonia                       | Amalia Augusta di Baviera                   |  |  |       |  |  |                                 |  |  |                                  |  |
| Maria Giuseppina di Sassonia      |                    | Giorgio di Sassonia                       |                                             |  |  |       |  |  |                                 |  |  |                                  |  |
|                                   |                    | Maria Anna Ferdinanda di Braganza         | Ferdinando II del Portogallo                |  |  |       |  |  |                                 |  |  |                                  |  |
|                                   |                    | Maria Anna Ferdinanda di Braganza         | Ferdinando II del Portogallo                |  |  |       |  |  |                                 |  |  |                                  |  |
|                                   |                    | Maria Anna Ferdinanda di Braganza         | Maria II del Portogallo                     |  |  |       |  |  |                                 |  |  |                                  |  |
| Rodolfo d'Asburgo-Lorena          |                    | Maria Anna Ferdinanda di Braganza         |                                             |  |  |       |  |  |                                 |  |  |                                  |  |
|                                   | Carlo III di Parma | Carlo II di Parma                         |                                             |  |  |       |  |  |                                 |  |  |                                  |  |
|                                   | Carlo III di Parma | Carlo II di Parma                         |                                             |  |  |       |  |  |                                 |  |  |                                  |  |
|                                   | Carlo III di Parma | Maria Teresa di Savoia                    |                                             |  |  |       |  |  |                                 |  |  |                                  |  |
| Roberto I di Parma                | Carlo III di Parma |                                           |                                             |  |  |       |  |  |                                 |  |  |                                  |  |
|                                   |                    | Luisa Maria di Borbone-Francia            | Carlo di Borbone-Francia                    |  |  |       |  |  |                                 |  |  |                                  |  |
|                                   |                    | Luisa Maria di Borbone-Francia            | Carlo di Borbone-Francia                    |  |  |       |  |  |                                 |  |  |                                  |  |
|                                   |                    | Luisa Maria di Borbone-Francia            | Carolina di Borbone-Due Sicilie             |  |  |       |  |  |                                 |  |  |                                  |  |
| Zita di Borbone-Parma             |                    | Luisa Maria di Borbone-Francia            |                                             |  |  |       |  |  |                                 |  |  |                                  |  |
|                                   |                    | Michele del Portogallo                    | Giovanni VI del Portogallo                  |  |  |       |  |  |                                 |  |  |                                  |  |
|                                   |                    | Michele del Portogallo                    | Giovanni VI del Portogallo                  |  |  |       |  |  |                                 |  |  |                                  |  |
|                                   |                    | Michele del Portogallo                    | Carlotta Gioacchina di Borbone-Spagna       |  |  |       |  |  |                                 |  |  |                                  |  |
| Maria Antonia di Braganza         |                    | Michele del Portogallo                    |                                             |  |  |       |  |  |                                 |  |  |                                  |  |
|                                   |                    | Adelaide di Löwenstein-Wertheim-Rosenberg | Costantino di Löwenstein-Wertheim-Rosenberg |  |  |       |  |  |                                 |  |  |                                  |  |
|                                   |                    | Adelaide di Löwenstein-Wertheim-Rosenberg | Costantino di Löwenstein-Wertheim-Rosenberg |  |  |       |  |  |                                 |  |  |                                  |  |
|                                   |                    | Adelaide di Löwenstein-Wertheim-Rosenberg | Agnese di Hohenlohe-Langenburg              |  |  |       |  |  |                                 |  |  |                                  |  |
|                                   |                    | Adelaide di Löwenstein-Wertheim-Rosenberg |                                             |  |  |       |  |  |                                 |  |  |                                  |  |